# Ottobre (singolo)
Ottobre è un singolo della cantautrice italiana Carmen Consoli, pubblicato il 25 settembre 2015 come terzo estratto dall'ottavo album in studio L'abitudine di tornare.

## Descrizione
Ottobre è stata interamente scritta e composta da Carmen Consoli e parla di una storia omosessuale tra due ragazze nell'Italia degli anni cinquanta, nonché del disagio di doversi nascondere e del coraggio di scegliere, come spiegato dalla stessa cantante:

## Video musicale
Il videoclip, diretto da Leandro Manuel Emede e Nicolò Cerioni, è stato pubblicato sui canali YouTube e Vevo della cantante il 2 ottobre 2015 e mostra la cantante suonare in un prato, circondata da numerose persone, inizialmente riunite in gruppi, indifferenti gli uni agli altri, che poi finiscono per danzare insieme.
Il videoclip trae ispirazione dal video di Imitation of Life dei R.E.M..